# Codici aeroportuali IATA - N

## N
- NAA Aeroporto civile, Narrabri (Nuova Galles del Sud), Australia
- NAB Aeroporto Nexrad, Albany (New York), Stati Uniti d'America
- NAC Aeroporto civile, Naracoorte, Australia
- NAD Aeroporto civile, Macanal, Colombia
- NAE Aeroporto civile, Natitingou, Benin
- NAF Aeroporto civile, Banaina, Indonesia
- NAG Aeroporto civile, Nagpur, India
- NAH Aeroporto civile, Naha, Indonesia
- NAI Aeroporto civile, Annai, Guyana
- NAK Aeroporto civile, Nakhon Ratchasima, Thailandia
- NAL Aeroporto civile, Nal'čik, Russia
- NAM Aeroporto civile, Namlea, Indonesia
- NAN Aeroporto Internazionale di Nadi, Nadi, Figi
- NAO Aeroporto civile, Nanchong, Cina
- NAP Aeroporto U. Niutta di Napoli-Capodichino, Napoli, Italia
- NAR Aeroporto civile, Nare, Colombia
- NAS Aeroporto Internazionale Lynden Pindling, Nassau, Bahamas
- NAT Aeroporto Augusto Severo, Natal (RN), Brasile
- NAU Aeroporto civile, Napuka Island, Polinesia Francese
- NAV Aeroporto Tuzkoy, Nevsehir Kapadokya, Turchia
- NAW Aeroporto civile, Narathiwat, Thailandia
- NAY Aeroporto civile, Pechino, Cina
- NBA Aeroporto civile, Nambaiyufa, Papua Nuova Guinea
- NBB Aeroporto civile, Barrancominas, Colombia
- NBC Aeroporto civile, Naberezhnye, Russia
- NBG Aeroporto Alvin Callender Naval Air Station, New Orleans (Louisiana), Stati Uniti d'America
- NBH Aeroporto civile, Nambucca Heads, Australia
- NBL Aeroporto Wanukandi, Isole San Blas, Panama
- NBO Aeroporto Internazionale Jomo Kenyatta, Nairobi, Kenya
- NBP Aeroporto newark Battery Pk City, New York, Stati Uniti d'America
- NBV Aeroporto civile, Cana Brava, Brasile
- NBW Aeroporto civile, Guantanamo Guantanamo Nas, Cuba
- NBX Aeroporto civile, Nabire, Indonesia
- NCA Aeroporto civile, North Caicos, IOB, Turks e Caicos
- NCE Aeroporto Cote d'Azur, Nizza, Francia
- NCG Aeroporto civile, Nueva Casas Grandes, Messico
- NCH Aeroporto civile, Nachingwea, Tanzania
- NCI Aeroporto civile, Necoclí, Colombia
- NCL Aeroporto di Newcastle upon Tyne, Newcastle, Regno Unito
- NCN Aeroporto civile, New Chenega, Stati Uniti d'America
- NCP Aeroporto civile, Luzon Is Cubi Pt, Filippine
- NCR Aeroporto San Juan, San Carlos, Nicaragua
- NCS Aeroporto civile, Newcastle, Sudafrica
- NCT Aeroporto civile, Nicoya Guanacaste, Costa Rica
- NCU Aeroporto civile, Nukus, Uzbekistan
- NCY Aeroporto Meythet, Annecy, Francia
- NDA Aeroporto civile, Bandanaira, Indonesia
- NDB Aeroporto civile, Nouadhibou, Mauritania
- NDC Aeroporto civile, Nanded, India
- NDD Aeroporto civile, Sumbe Redondo, Angola
- NDE Aeroporto civile, Mandera, Kenya
- NDG Aeroporto Tsi-tsihar, Qiqihar, Cina
- NDI Aeroporto civile, Namudi, Papua Nuova Guinea
- NDJ Aeroporto di N'Djamena-Hassan Djamous, N'Djamena, Ciad
- NDK Aeroporto civile, Namdrik Island, Stati Uniti d'America
- NDL Aeroporto civile, N'dele, Repubblica Centrafricana
- NDM Aeroporto civile, Mendi, Etiopia
- NDN Aeroporto civile, Nadunumu, Papua Nuova Guinea
- NDP Aeroporto civile, Pensacola Ellyson Nas, Stati Uniti d'America
- NDR Aeroporto Taouima, Nador, Marocco
- NDS Aeroporto civile, Sandstone, Australia
- NDU Aeroporto civile, Rundu, Namibia
- NDY Aeroporto civile, Sanday, Regno Unito
- NDZ Aeroporto Air Base, Nordholz, Germania
- NEC Aeroporto civile, Necochea (Buenos Aires), Argentina
- NEF Aeroporto civile, Neftekamsk, Russia
- NEG Aeroporto civile, Negril, Giamaica
- NEJ Aeroporto civile, Nejjo / Nejo, Etiopia
- NEK Aeroporto civile, Nekemte / Nekemete, Etiopia
- NEN Aeroporto civile, Whitehouse Olf Usn, Stati Uniti d'America
- NER Aeroporto civile, Neryungri, Russia
- NES Aeroporto civile, New York Ny/newark East 34th St Lan, Stati Uniti d'America
- NEU Aeroporto civile, Sam Neua, Laos
- NEV Aeroporto civile, Nevis, Saint Kitts e Nevis
- NEW Aeroporto Lakefront, New Orleans (Louisiana), Stati Uniti d'America
- NFG Aeroporto civile, Nefteyugansk, Russia
- NFO Aeroporto civile, Niaufo'ou, Tonga
- NGA Aeroporto civile, Young (Nuova Galles del Sud), Australia
- NGB Aeroporto civile, Ningbo, Cina
- NGC Aeroporto civile, Grand Canyon North Rim, Stati Uniti d'America
- NGD Aeroporto civile, Anegada, Isole Vergini britanniche
- NGE Aeroporto civile, Ngaoundere / N'gaoundere, Camerun
- NGI Aeroporto civile, Ngau Island, Figi
- NGM Aeroporto civile, Guam Agana Nas, Guam
- NGN Aeroporto civile, Narganá, Panama
- NGO Aeroporto Internazionale Chūbu Centrair, Nagoya, Giappone
- NGP Aeroporto Naval Air Station, Corpus Christi (Texas), Stati Uniti d'America
- NGR Aeroporto civile, Nigerum, Papua Nuova Guinea
- NGS Aeroporto civile, Nagasaki, Giappone
- NGU Aeroporto Norfolk Naval Air Station (Chambers Field), Norfolk (Virginia), Stati Uniti d'America
- NGV Aeroporto civile, N'giva, Angola (sito informativo)
- NGW Aeroporto Cabiness Field, Naval Auxiliary Landing Field, Corpus Christi (Texas), Stati Uniti d'America
- NGX Aeroporto civile, Manang, Nepal
- NHA Aeroporto civile, Nha-Trang, Vietnam
- NHD Aeroporto Militare di Minhad, Minhad, Emirati Arabi Uniti
- NHF Aeroporto civile, New Halfa, Sudan
- NHS Aeroporto civile, Nushki, Pakistan
- NHT Aeroporto civile, Northolt, Regno Unito
- NHV Aeroporto civile, Nuku Hiva, Polinesia Francese
- NHX Aeroporto civile, Foley Olf Osn, Stati Uniti d'America
- NIA Aeroporto Nimba Lamco, Grassfield, Liberia
- NIB Aeroporto civile, Nikolai (Alaska), Stati Uniti d'America
- NIC Royal Air Force Base di Nicosia, Nicosia, Cipro
- NIE Aeroporto civile, Niblack, Stati Uniti d'America
- NIG Aeroporto civile, Nikunau, Kiribati
- NIK Aeroporto civile, Niokolo Koba, Senegal
- NIM Aeroporto Dioro Hamani, Niamey, Niger
- NIN Aeroporto civile, Ninilchik, Stati Uniti d'America
- NIO Aeroporto civile, Nioki, Repubblica Democratica del Congo
- NIP Aeroporto Naval Air Station, Jacksonville (Florida), Stati Uniti d'America
- NIT Aeroporto Souche, Niort, Francia
- NIX Aeroporto civile, Nioro Du Sahel, Mali
- NJC Aeroporto civile, Nizhnevartovsk / Nizhevartovsk, Russia
- NJK Aeroporto Naval Air Facility, El Centro (California), Stati Uniti d'America
- NKA Aeroporto civile, Nkan, Gabon
- NKB Aeroporto civile, Noonkanbah, Australia
- NKC Aeroporto Internazionale di Nouakchott, Mauritania
- NKG Aeroporto civile, Nanchino, Cina
- NKI Aeroporto civile, Naukiti (Alaska), Stati Uniti d'America
- NKL Aeroporto Fuma, Nkolo, Repubblica Democratica del Congo
- NKN Aeroporto civile, Nankina, Papua Nuova Guinea
- NKS Aeroporto civile, Nkongsamba, Camerun
- NKU Aeroporto civile, Nkaus, Lesotho
- NKV Aeroporto civile, Nichen Cove, Stati Uniti d'America
- NKX Aeroporto Miramar Naval Air Station (Mitscher Field), San Diego / Miramar (California), Stati Uniti d'America
- NKY Aeroporto Yokangassi, Nkayi, Congo
- NLA Aeroporto civile, Ndola / N'dola, Zambia
- NLD Aeroporto Quetzalcoati, Nuevo Laredo, Messico
- NLE Aeroporto civile, Niles Tyler, Stati Uniti d'America
- NLF Aeroporto civile, Darnley Island, Australia
- NLG Aeroporto civile, Nelson Lagoon (Alaska), Stati Uniti d'America
- NLK Aeroporto civile, Norfolk Island, Australia
- NLL Aeroporto civile, Nullagine, Australia
- NLO Aeroporto civile, Kinshasa N'dolo, Repubblica Democratica del Congo
- NLP Aeroporto civile, Nelspruit, Sudafrica
- NLS Aeroporto civile, Nicholson, Australia
- NLU Aeroporto civile, Santa Lucía, Messico
- NLV Aeroporto civile, Nikolaev, Ucraina
- NMA Aeroporto civile, Namangan, Uzbekistan
- NMB Aeroporto civile, Daman, India
- NMC Aeroporto civile, Norman's Cay - Exuma Island, Bahamas
- NME Aeroporto civile, Nightmute (Alaska), Stati Uniti d'America
- NMG Aeroporto civile, San Miguel, Panama
- NMN Aeroporto civile, Nomane, Papua Nuova Guinea
- NMP Aeroporto civile, New Moon, Australia
- NMR Aeroporto civile, Nappa Merry / Nappa Merrie, Australia
- NMS Aeroporto civile, Namsang, Birmania
- NMT Aeroporto civile, Namtu, Birmania
- NMU Aeroporto civile, Namu, Stati Uniti d'America
- NNA Aeroporto Tourisme, Kenitra, Marocco
- NNB Aeroporto civile, Santa Ana Island, Isole Salomone
- NND Aeroporto civile, Nangade, Mozambico
- NNG Aeroporto Wuxu, Nanning, Cina
- NNI Aeroporto civile, Namutoni, Namibia
- NNK Aeroporto civile, Naknek (Alaska), Stati Uniti d'America
- NNL Aeroporto civile, Nondalton (Alaska), Stati Uniti d'America
- NNM Aeroporto civile, Naryan-Mar, Russia
- NNR Aeroporto civile, Spiddal Connemara, Eire
- NNT Aeroporto civile, Nan, Thailandia
- NNU Aeroporto civile, Nanuque, Brasile
- NNX Aeroporto civile, Nunukan, Indonesia
- NNY Aeroporto civile, Nanyang / Nanyuan, Cina
- NOA Base aerea HMAS Albatross, Australia
- NOB Aeroporto civile, Nosara Beach, Costa Rica
- NOC Aeroporto Internazionale Republic of Ireland di Knock, Connaught, Eire
- NOD Aeroporto Norddeich, Norden, Germania
- NOE Aeroporto civile, Norddeich, Germania
- NOG Aeroporto International, Nogales (Sonora), Messico
- NOH Aeroporto civile, Chicago Chicago Nas, Stati Uniti d'America
- NOI Aeroporto civile, Novorossijsk, Russia
- NOJ Aeroporto civile, Nojabrxsk, Russia
- NOM Aeroporto civile, Nomad River, Papua Nuova Guinea
- NON Aeroporto civile, Nonouti, Kiribati
- NOO Aeroporto civile, Naoro, Papua Nuova Guinea
- NOP Aeroporto civile, Mactan Island, Filippine
- NOR Aeroporto civile, Nordfjordur Neskapstad, Islanda
- NOS Aeroporto Fascene, Nossi-Be, Madagascar
- NOT Aeroporto civile, Novato, Stati Uniti d'America
- NOU Aeroporto Tontouta, Numea, Nuova Caledonia
- NOV Aeroporto di Huambo-Albano Machado, Huambo, Angola
- NOZ Aeroporto Internazionale Spičenkovo, Novokuzneck, Russia
- NPA Aeroporto Pensacola Naval Air Station, Pensacola (Florida), Stati Uniti d'America
- NPE Aeroporto Hastings, Napier, Nuova Zelanda
- NPG Aeroporto civile, Nipa, Papua Nuova Guinea
- NPH Aeroporto civile, Nephi Municipal, Stati Uniti d'America
- NPL Aeroporto civile, New Plymouth, Nuova Zelanda
- NPO Aeroporto civile, Nangapinoh, Indonesia
- NPP Aeroporto civile, Napperby, Australia
- NPT Aeroporto civile, Newport, Stati Uniti d'America
- NQA Aeroporto civile, Memphis Nas, Stati Uniti d'America
- NQL Aeroporto civile, Niquelandia (GO), Brasile
- NQN Aeroporto civile, Neuquen (Nebraska), Argentina
- NQU Aeroporto civile, Nuquí, Colombia
- NQX Key West Naval Air Station (Boca Chica Field), Key West (Florida), Stati Uniti d'America
- NQY Aeroporto St. Mawgan, Newquay, Regno Unito
- NRA Aeroporto civile, Narrandera (Nuova Galles del Sud), Australia
- NRC Aeroporto Naval Auxiliary Landing Field, Crows Landing (California), Stati Uniti d'America
- NRD Aeroporto civile, Nordenrey, Germania
- NRE Aeroporto civile, Namrole, Indonesia
- NRG Aeroporto civile, Narrogin, Australia
- NRI Aeroporto civile, Shangri-La, Stati Uniti d'America
- NRK Aeroporto Kungsangen, Norrköping, Svezia
- NRL Aeroporto civile, North Ronaldsay, Regno Unito
- NRM Aeroporto Keibane, Nara, Mali
- NRN Aeroporto Niederrhein, Laarbrüch, Germania
- NRT Aeroporto di Tokyo-Narita, New Tokyo, Giappone
- NRV Aeroporto civile, Guam Uscg Shore St, Guam
- NRW Aeroporto civile, Köln / Düsseldorf, Germania
- NRY Aeroporto civile, Newry, Australia
- NSA Aeroporto civile, Noosa, Australia
- NSB Aeroporto North Seaplane Base, Bimini North, Bahamas
- NSF Aeroporto civile, Camp Springs Andrews Naf, Stati Uniti d'America
- NSH Aeroporto civile, Nowshahr, Iran
- NSI Aeroporto Nsimalen International, Yaoundé, Camerun
- NSK Aeroporto civile, Noril'sk, Russia
- NSM Aeroporto civile, Norseman, Australia
- NSN Aeroporto civile, Nelson, Nuova Zelanda
- NSO Aeroporto civile, Scone (Nuova Galles del Sud), Australia
- NST Aeroporto civile, Nakhon Si Thammarat, Thailandia
- NSV Aeroporto civile, Noosaville, Australia
- NSX Aeroporto civile, North Sound, Isole Vergini britanniche
- NTA Aeroporto civile, Natadola, Figi
- NTB Aeroporto civile, Notodden, Norvegia
- NTE Aeroporto Atlantique Chateau Bougon, Nantes, Francia
- NTG Aeroporto civile, Nantong, Cina
- NTI Aeroporto civile, Bintuni, Indonesia
- NTJ Aeroporto civile, Manti Ephraim, Stati Uniti d'America
- NTL Aeroporto Williamtown, Newcastle (Nuova Galles del Sud), Australia
- NTM Aeroporto civile, Miracema Do Norte, Brasile
- NTN Aeroporto civile, Normanton (Queensland), Australia
- NTO Aeroporto civile, Santo Antão, Capo Verde
- NTR Aeroporto civile, Monterrey Aeropuerto Del Norte, Messico
- NTT Aeroporto civile, Niuatoputapu, Tonga
- NTX Aeroporto civile, Natuna Ranai Ranai, Indonesia
- NTY Aeroporto Sun City, Pilanesberg, Sudafrica
- NUB Aeroporto civile, Numbulwar (Northern Territory), Australia
- NUD Aeroporto civile, En Nahud, Sudan
- NUE Aeroporto civile, Norimberga, Germania
- NUG Aeroporto civile, Nuguria, Papua Nuova Guinea
- NUH Aeroporto civile, Nunchía, Colombia
- NUI Aeroporto civile, Nuiqsut (Alaska), Stati Uniti d'America
- NUK Aeroporto civile, Nukutavake, Polinesia Francese
- NUL Aeroporto civile, Nulato (Alaska), Stati Uniti d'America
- NUN Aeroporto civile, Pensacola Saufley Nas, Stati Uniti d'America
- NUP Aeroporto civile, Nunapitchuk (Alaska), Stati Uniti d'America
- NUQ Aeroporto Moffett Field Naval Air Station, Mountain View (California), Stati Uniti d'America
- NUR Aeroporto civile, Nullarbor, Australia
- NUS Aeroporto civile, Norsup, Vanuatu
- NUT Aeroporto civile, Nutuve, Papua Nuova Guinea
- NUU Aeroporto civile, Nakuru, Kenya
- NUX Aeroporto civile, Novyj Urehgoj, Russia
- NVA Aeroporto civile, Neiva, Colombia
- NVD Aeroporto civile, Nevada, Stati Uniti d'America
- NVG Aeroporto civile, Nueva Guinea, Nicaragua
- NVK Aeroporto Framnes, Narvik, Norvegia
- NVP Aeroporto civile, Novo Aripuanã, Brasile
- NVR Aeroporto civile, Novgorod, Russia
- NVS Aeroporto Furchambault, Nevers, Francia
- NVT Aeroporto Itajai, Navegantes, Brasile
- NVT Aeroporto civile, Navegantes (SC), Brasile
- NVY Aeroporto civile, Neyveli, India
- NWA Aeroporto Bandaressalam, Mohéli, Comore
- NWH Aeroporto civile, Newport, Stati Uniti d'America
- NWI Aeroporto Internazionale di Norwich, Norwich, Regno Unito
- NWS Aeroporto civile, New York Ny/newark Pier 11/wall St., Stati Uniti d'America
- NWT Aeroporto civile, Nowata, Papua Nuova Guinea
- NWU Aeroporto civile, Bermuda Nas, Bermuda
- NYC Qualunque aeroporto di New York (New York), Stati Uniti d'America
- NYE Aeroporto civile, Nyeri, Kenya
- NYI Aeroporto civile, Sunyani, Ghana
- NYK Aeroporto civile, Nanyuki, Kenya
- NYM Aeroporto civile, Nadym, Russia
- NYN Aeroporto civile, Nyngan (Nuova Galles del Sud), Australia
- NYO Aeroporto civile, Nyköping Skavsta, Svezia
- NYU Aeroporto civile, Nyaung-U, Birmania
- NZC Aeroporto Naval Air Station, Cecil (Florida), Stati Uniti d'America
- NZE Aeroporto Konia, N'zerekore, Guinea
- NZO Aeroporto civile, Nzoia, Kenya
- NZW Aeroporto civile, South Weymouth Nas (Massachusetts), Stati Uniti d'America
- NZY Aeroporto North Island Naval Air Station, San Diego (California), Stati Uniti d'America